# Грандола ед Унити
Грандола ед Унити (итал. Grandola ed Uniti) је насеље у Италији у округу Комо, региону Ломбардија.
Према процени из 2011. у насељу је живело 1358 становника. Насеље се налази на надморској висини од 388 м.

## Становништво
| 1936. | 1951. | 1961. | 1971. | 1981. | 1991. | 2001. | 2011. |
| ----- | ----- | ----- | ----- | ----- | ----- | ----- | ----- |
| 1.216 | 1.203 | 1.090 | 1.113 | 1.143 | 1.179 | 1.267 | 1.313 |